# 小小兵
《小小兵》（英語：Minions）是2015年上映的美國3D電腦動畫喜劇電影，是2010年與2013年上映的電影《神偷奶爸》和《神偷奶爸2》的外傳作品，亦是《神偷奶爸》的前傳，由布萊恩·林奇編劇，由皮爾·柯芬與凱爾·巴爾達執導，且由克里斯·梅勒丹德利與珍娜·海莉製作。由喬·漢姆和珊卓·布拉克參與配音演出。這部電影以為主要角色，並於2015年6月18日在馬來西亞和新加坡、7月9日在臺灣和香港、7月10日在美國、9月13日在中國大陸上映。
《小小兵》於2015年6月11日倫敦的萊斯特廣場發布首映，接著在同年的7月10日於美國上映。此部影片評價不一，有些評論家認為電影喜劇方面以及布洛克和哈姆所配的電影聲樂值得嘉許，但有些則認為此部主角難以撐起整部電影，且惡混角色描述太過平淡，但總括來說，這部電影是很受人們喜爱的。這部電影在全世界賺得11億，於2015年熱銷電影中排行第五、從過去到現在熱銷電影中排行第六，所有動畫電影中排行第二，而在非迪士尼動畫電影中排名第一。續集《小小兵2：格魯的崛起》原定於2020年7月3日在美國上映。但於2020年3月，本片製作公司照明娛樂宣布，由於受2019冠狀病毒病疫情影響，製片公司照明麥克古夫暫時關閉，令本片無法如期上映。到了2020年4月宣布本片延至2021年7月2日在美國上映。2021年3月，宣佈本片再度延期至2022年7月1日在美國上映。

## 劇情
源起盤古開天時期，一族剛開始只是一些黃色的有機體，隨著時間漸漸演化成現在的小小兵種族，他們終身都需要服侍最邪惡的主人們，然而從最初的暴龍到拿破崙都不小心被他們害死。小小兵們發現自己到後來沒有可以服侍的邪惡主人，從此開始鬱鬱寡歡。但其中一隻叫凱文（Kevin）的小小兵有一個遠大計畫，就是选出两位小小兵——叛逆的史都華（Stuart）和可愛的Bob出走尋找新的邪惡主人。凱文跟史都華和Bob到了美國紐約，然後前往奧蘭多參加「大壞蛋博覽會」（Villain-Con）尋找最惡名昭彰的大壞蛋，他們因而找到主人：史嘉蕾·殺很大（珊卓·布拉克配音）、是世界女魔頭翹楚，將目標瞄準英國女王的王冠，並派小小兵去偷。
結果Bob在爭奪過程中拔起了石中劍，被加冕為王。盛怒之下，史嘉蕾讓小小兵禪位給自己後監禁他們，不解為何的小小兵試圖在她加冕時現身並道歉，被史嘉蕾誤以為他們暗殺未遂。最後英女王復位，史嘉蕾突然出現又想偷王冠，結果它被童年時代的格魯奪走，從此所有的小小兵追隨格魯作為他們的新主人，為《神偷奶爸》的故事留下伏筆。

## 配音員
| 配音          | 配音   | 配音   | 配音     | 角色                              |
| 美國          | 台灣   | 香港   | 中國大陆 | 角色                              |
| ------------- | ------ | ------ | -------- | --------------------------------- |
| 珊卓·布拉克   | 黃嘉千 | 楊千嬅 | 王晓巍   | 史嘉蕾·殺很大（Scarlet Overkill） |
| 喬·漢姆       | 夏克立 | 林曉峰 | 孟令军   | 赫伯·殺很大（Herb Overkill）      |
| 麥可·基頓     | 王希華 | 高翰文 | 杨波     | 華特·尼爾森（Walter Nelson）      |
| 艾莉森·珍妮   | 龍顯蕙 | 邵美君 | 纪艳芳   | 瑪奇·尼爾森（Madge Nelson）       |
| 史提夫·庫根   |        | 高翰文 | 郭金非   | 弗拉克斯教授（Professor Flux）    |
| 珍妮弗·桑德斯 | 龍顯蕙 | 蘇青鳳 |          | 伊丽莎白二世（The Queen）         |
| 皮爾·柯芬     | 原聲   | 趙增熹 | 原聲     | （The Minions）                   |
| 杰弗里·拉什   |        | 鍾景輝 |          | 旁白（Narrator）                  |
| 史提夫·加維   | 胡瓜   | 朱栢康 |          | 幼年格魯（Young Gru）             |
| 凱蒂·米克辛   | 穆宣名 | 麥智鈞 |          | 蒂娜（Tina）                      |
| 麥克·比蒂     |        |        |          | 壞蛋大會主播（VNC Announcer）     |
| 麥克·比蒂     | 郭霖   | 陳旭恆 |          | 小華特（Walter Jr.）              |
| 真田廣之      |        |        |          | 相撲壞蛋（Sumo Villain）          |
| 戴夫·罗斯邦   |        |        |          | （Fabrice）                       |
| 艾利克斯·多丁 |        |        |          | （Royal Advisor）                 |
| 保羅·特羅雷   |        |        |          | 新聞主播（News Reporter）         |

## 分級爭議
由於小小兵外形討喜，片商鎖定暑假檔期兒童觀眾，在臺灣官方審查列為「保護級」、6歲以下不得入場，理由是「本片部分劇情涉及偷盜，其部分對白有混淆道德秩序觀，須父母、師長或成年親友陪伴輔導觀賞，故列保護級。」對此，片商表示臺灣是該片全球唯一列保護級的地區，但這項說法未必盡然，因小小兵背景及性格，即使在美國也是相當於保護級的「PG」（Parental Guidance Suggested），意思是「建議家長指導」，與臺灣影視分級法規差別在於美國是不限年齡，兒童只要有家長陪同均可入場，臺灣則是6歲以下兒童不能入場，臺灣的電影分級制度對於年齡限制是否過於死板而毫無轉圜餘地，成為很大的爭議點、被認為有調整空間。

## 迴響

### 評價
《小小兵》的整體評價趨於毀譽參半，爛番茄根據226條評論，持有55%的新鮮度，平均得分5.8/10，觀眾投票則給出49%的分數，平均得分為3.3/5，網站共識評價寫道：「小小兵色彩鮮豔、胡言亂語引發的瘋狂延伸到了他們自詡為《神偷奶爸系列》衍生作品中的長度，結果參差不齊，但往往很搞笑」。在Metacritic上，電影獲得56分（滿分100），代表「褒貶不一或中庸」，低於《神偷奶爸》兩部正傳電影。

### 票房
北美方面，首周末收入1.15亿美元居影史动画开画榜第二位，仅次于《史瑞克3》保持的动画片最高开画纪录1.22亿；其中首日获得4620万超越《玩具总动员3》的4110万成为动画电影影史首日票房第一位。中国大陆前8天累计3.2亿人民币。
全球票房已累計10億以上，超越《玩具总动员3》，成為動畫電影票房第二名。
台灣方面，首日票房為新台幣2800萬元；首週四天票房為新台幣1.4億元；次週票房累計至新台幣2.48億元；第三週票房累計至新台幣2.94億元；第四週票房累計至新台幣3.13億元；最終全台票房為新台幣3.21億元。
| 上一届： 《玩轉腦朋友》         | 2015年美國週末票房冠軍 第28周    | 下一届： 《蚁人》 |
| 上一届： 《未來戰士：創世智能》 | 2015年香港一週票房冠軍 第27-28周 | 下一届： 《蟻俠》 |

## 續集
2017年1月，宣佈《小小兵》續集將於2020年7月3日上映。凱爾·巴爾達將回歸續集，並與布拉德·阿布勒森共同執導電影，布萊恩·林奇編劇。珍妮特·希利和克里斯·梅勒丹德利製片。2019年5月，宣佈續集標題為《Minions: The Rise of Gru》。2020年3月，照明娛樂宣布，由於受2019冠狀病毒病疫情影響，製片公司照明麥克古夫暫時關閉，令本片無法如期上映。2020年4月，宣布本片延至2021年7月2日在美國上映。2021年3月，宣佈本片再度延期至2022年7月1日在美國上映。

## 備註
1. 1 2  依照電影上映次序。

## 外部連結
- 迷你兵團官方網站 （页面存档备份，存于）
- 迷你兵團官方的Facebook專頁
- 迷你兵團官方的Instagram帳戶
- 迷你兵團官方的X（前Twitter）
- YouTube上的迷你兵團官方頻道
- 互联网电影数据库（IMDb）上《小小兵》的资料（英文）
- 大卡通資料庫上《小小兵》的資料（英文）

- 爛番茄上《小小兵》的資料（英文）
- Metacritic上《小小兵》的資料（英文）
- Box Office Mojo上《小小兵》的資料（英文）
- AllMovie上《小小兵》的资料（英文）
- 開眼電影網上《小小兵》的資料（繁體中文）
- 豆瓣电影上《小小兵》的資料 （简体中文）
- 时光网上《小小兵》的資料（简体中文）